# 王度 (隆慶進士)
王度（1536年—？），字惟貞，號纯斋，直隸保定府祁州深澤縣人，民籍，明朝政治人物。

## 生平
嘉靖三十七年（1558年）戊午科順天府鄉試第一百九名舉人。隆慶五年（1571年）中式辛未科三甲第二百九十七名進士。吏部觀政，六年授益都县知县，萬曆五年（1577年）升户部主事，九年升员外郎、郎中，十一年升山东青州府知府，丁憂歸。十四年复除青州府，十五年丁憂歸。十八年起补山西潞安府知府，二十一年十月升陕西苑马寺少卿兼佥事，次年致仕。

## 家族
曾祖王獻；祖父王溥；父王朝棟，母曹氏。